# Caisse de retraite et de prévoyance des clercs et employés de notaires
La Caisse de retraite et de prévoyance des clercs et employés de notaires (CRPCEN) est une caisse de retraite française créée par la loi du 12 juillet 1937, pour les employés de notaire tels que les clercs ; son statut juridique est celui des Caisses de Sécurité sociale.
Cette caisse sert une pension au titre du régime de base et ne propose pas de  régime complémentaire.
Le régime de prévoyance est aligné sur celui de la Sécurité sociale.

## Calcul de la pension
Le calcul de la pension de retraite est très proche de celui du régime de base de la Sécurité sociale, c'est un calcul de type « Revenu annuel moyen brut » (RAMB).
Il s'agit de la moyenne des 10 meilleurs revenus annuels bruts revalorisés. Les taux de revalorisation utilisés sont propres au régime jusqu'en 1985, puis les taux de revalorisation des plafonds de la Sécurité sociale sont utilisés.
Contrairement au régime de base de la Sécurité sociale, les revenus pris en compte ne sont pas plafonnés et le RAMB calculé n'est pas ramené à une valeur maximum d'un demi plafond de la Sécurité sociale.
La moyenne ainsi calculée est prise en compte à 100 % jusqu'à 3 plafonds puis à 50 % de 3 à 7 plafonds de la Sécurité Sociale.

## Exemple
Avec un RAMB de 120 000 € en 2008 on obtient une pension annuelle de retraite de 100 % × 111 096 € + 50 % × (100 000 € - 111 096 €) = 111 096 € + 50 % × 20 172 € = 109 914 €.